# Clogher
Clogher es una localidad situada en el distrito de Mid Úlster de Irlanda del Norte (Reino Unido), con una población en 2011 de 709 habitantes.
Se encuentra ubicada en el centro de Irlanda del Norte, a poca distancia al oeste del lago Neagh, el mayor de las islas británicas.